# Erde-Schwein
Das Erde-Schwein (Jihai, chinesisch 己亥, Pinyin jǐhài) ist das 36. Jahr des chinesischen Kalenders (siehe Tabelle 天支 60-Jahre-Zyklus). Es ist ein Begriff aus dem Bereich der chinesischen Astrologie und bezeichnet diejenigen Mondjahre, die durch eine Verbindung des sechsten Himmelsstammes (己,  jǐ, Element Erde und Yīn) mit dem zwölften Erdzweig (亥,  hài), symbolisiert durch das Schwein (豬 / 猪,  zhū), charakterisiert sind.
Nach dem chinesischen Kalender tritt eine solche Verbindung alle 60 Jahre ein. Das vorletzte Erde-Schwein-Jahr begann 1959 und dauerte wegen der Abweichung des chinesischen vom gregorianischen Kalenderjahr vom 8. Februar 1959 bis 27. Januar 1960. Das letzte Erde-Schwein-Jahr begann am 5. Februar 2019 und endete am 24. Januar 2020.

## Erde-Schwein-Jahr
Im chinesischen Kalenderzyklus ist das Jahr des Erde-Schweins 己亥 jǐhài das 36. Jahr (am Beginn des Jahres: Erde-Hund 戊戌 wùxū 35).
| Liste der Erde-Schwein-Jahre des 60-Jahres-Zyklus (Ende des Zyklus – bei Zählung vom 1. Regierungsjahr Huángdì) (Beginn des Zyklus – bei Zählung vom 61. Regierungsjahr Huángdì)            |              |              |              |              |              |              |              |              |              |              |
| Zykl. | 0            | 1            | 2            | 3            | 4            | 5            | 6            | 7            | 8            | 9            |
| 0 | 2662 v. Chr. | 2602 v. Chr. | 2542 v. Chr. | 2482 v. Chr. | 2422 v. Chr. | 2362 v. Chr. | 2302 v. Chr. | 2242 v. Chr. | 2182 v. Chr. | 2122 v. Chr. |
| 10 | 2062 v. Chr. | 2002 v. Chr. | 1942 v. Chr. | 1882 v. Chr. | 1822 v. Chr. | 1762 v. Chr. | 1702 v. Chr. | 1642 v. Chr. | 1582 v. Chr. | 1522 v. Chr. |
| 20 | 1462 v. Chr. | 1402 v. Chr. | 1342 v. Chr. | 1282 v. Chr. | 1222 v. Chr. | 1162 v. Chr. | 1102 v. Chr. | 1042 v. Chr. | 982 v. Chr.  | 922 v. Chr.  |
| 30 | 862 v. Chr.  | 802 v. Chr.  | 742 v. Chr.  | 682 v. Chr.  | 622 v. Chr.  | 562 v. Chr.  | 502 v. Chr.  | 442 v. Chr.  | 382 v. Chr.  | 322 v. Chr.  |
| 40 | 262 v. Chr.  | 202 v. Chr.  | 142 v. Chr.  | 82 v. Chr.   | 22 v. Chr.   | 39           | 99           | 159          | 219          | 279          |
| 50 | 339          | 399          | 459          | 519          | 579          | 639          | 699          | 759          | 819          | 879          |
| 60 | 939          | 999          | 1059         | 1119         | 1179         | 1239         | 1299         | 1359         | 1419         | 1479         |
| 70 | 1539         | 1599         | 1659         | 1719         | 1779         | 1839         | 1899         | 1959         | 2019         | 2079         |
| 80 | 2139         | 2199         | 2259         | 2319         | 2379         | 2439         | 2499         | 2559         | 2619         | 2679         |
| Hinweis: Die laufende Nr. des Zyklus ergibt sich aus der Zeilen-Nr. addiert mit der Spalten-Nr. Beispiel: Das Erde-Schwein-Jahr des 35. Zyklus (Zeile 30 + Spalte 5) entspricht 562 v. Chr. |              |              |              |              |              |              |              |              |              |              |